# Castan comestibil

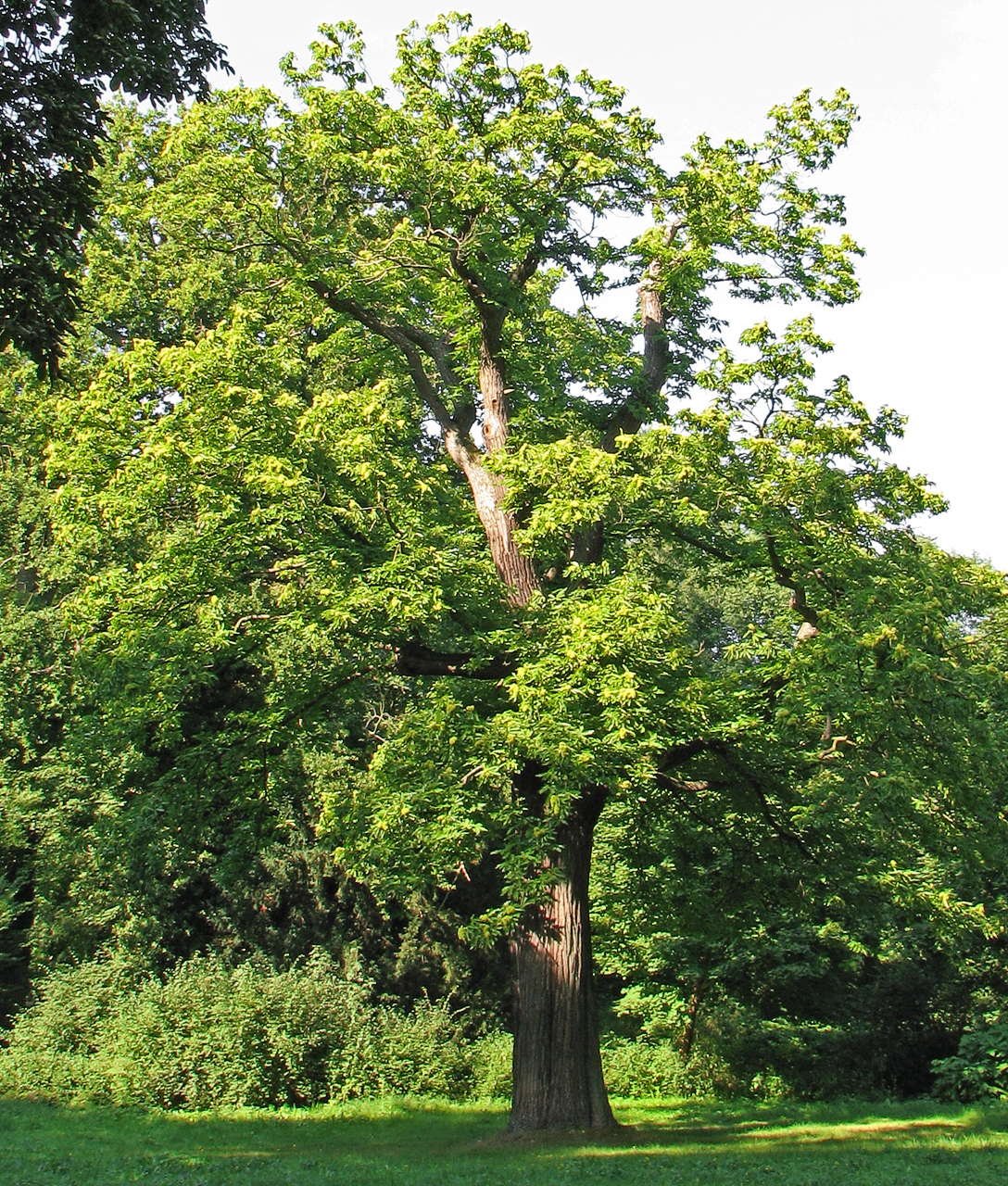
Exemplar de castan comestibil crescut la marginea unei păduri în Germania.

Castanul comestibil sau castanul dulce, (Castanea sativa, sin.: Castanea vesca Gaertn.), este un arbore din familia Fagaceae, originar din sudul Europei și al Asiei Mici.

## Descriere generală
Castanul comestibil este un arbore foios, cu o rădăcină rămuroasă, tulpina dreaptă, cilindrică, de dimensiuni mari, atingând frecvent înălțimea de 20–35 m, cu un trunchi care la maturitate poate atinge adesea 2 m în diametru. Arbori foarte bătrâni pot ajunge la diametrul de 4 m, în cazuri extreme chiar și până la 6 m. Arborii bătrâni de peste 100 de ani sunt de multe ori scorburoși. Castanul comestibil, de multe ori, ajunge vârsta de 500–600 de ani. În Europa Centrală rareori sunt mai bătrâni de 200 de ani, în Europa de Vest pot ajunge până la 1000 ani. Cel mai mare copac cunoscut este Castagno dei Cento Cavalli („Castanul de o sută de cai”) în Sicilia.
Frunzele sale lungi, lanceolate și pe margini spinos-dințate, cu nervura proeminentă, pot atinge între 16–28 cm lungime și 5–9 cm lățime.
Castanul comestibil înflorește în iunie-iulie și este una din speciile de plante ce are flori monosexuate situate pe aceeași plantă, dar separate.  Florile de ambele sexe sunt dispuse pe două niveluri diferite, cele masculine în partea superioară a plantei, iar cele feminine în partea sa inferioară.  Ambele tipuri de flori sunt erecte, măsurând între 10 și 20 cm lungime, semănând extrem de mult cu niște lumânări și având un miros puternic, tipic, capabil de a atrage insecte polenizatoare.

### Fructele
Castanul comestibil înflorește mai târziu decât alte specii de castan. Ambele tipuri de flori apar la sfârșitul lui iunie și începutul lui iulie și dureză până când fecundarea celor feminine este realizată. Înspre toamnă, florile feminine evoluează dintr-un singur receptacul îngroșat în 3-7 fructe independente, ce sunt protejate de o manta țepoasă.
La coacerea completă, care are loc cândva în mijlocul lui octombrie, mantaua se deschide progresiv, lăsând să se vadă fructele coapte, a căror coajă are o frumoasă culoare maroniu-castanie lucitoare.

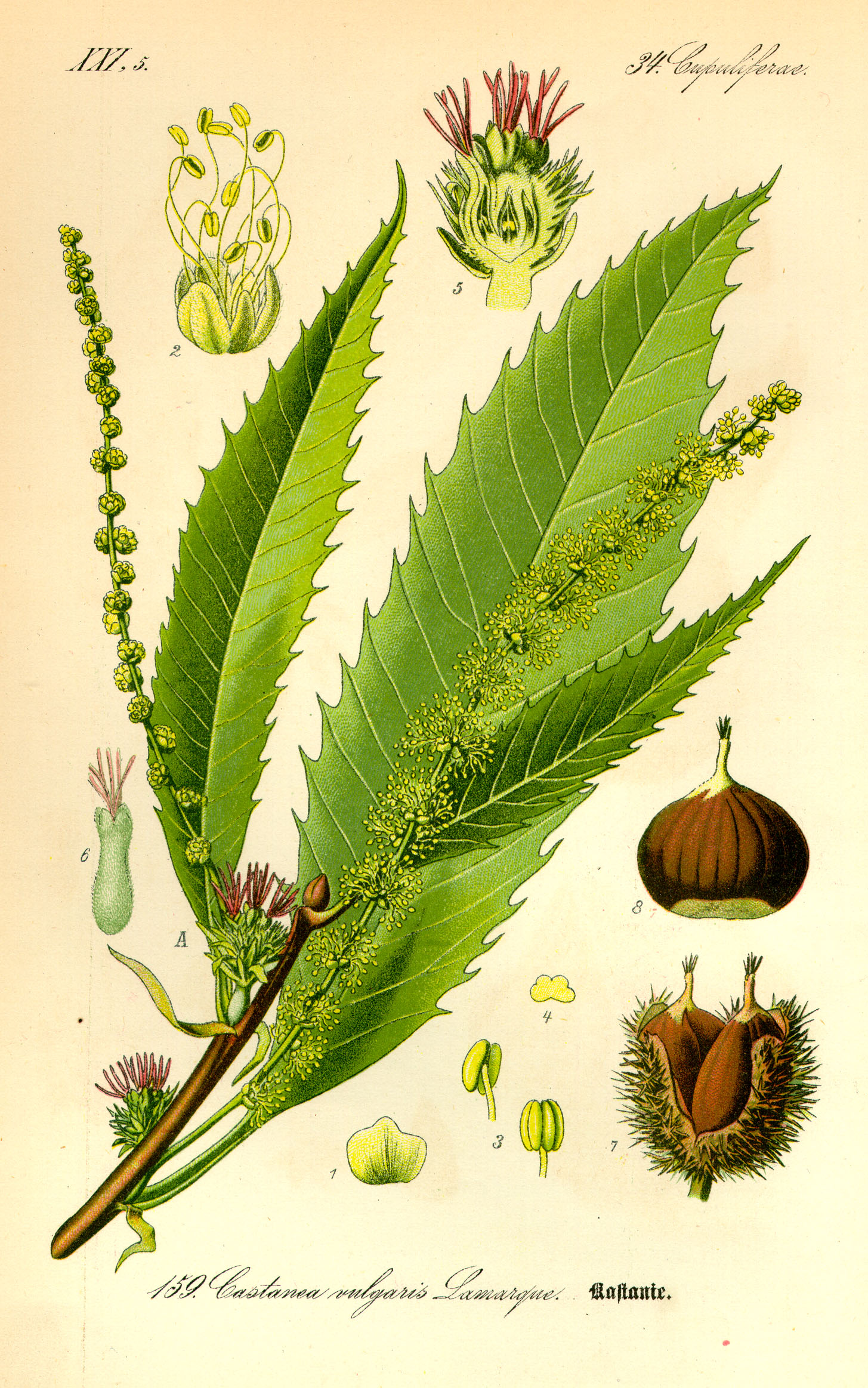
Castan comestibil, din Thomé, Flora von Deutschland, Österreich und der Schweiz, 1885.

## Castanul comestibil în România
În România, dar și în alte regiuni ale Europei, arborele este relativ ușor de crescut atât în livezi specializate, cât și la marginea sau chiar în mijlocul pădurii. În livezi, poate fi cultivat atât în monocultură, (doar exemplare de Castanea sativa), așa cum este cultivat în special în județul Maramureș sau poate fi combinat cu ușurință cu alte specii pomicole, formând livezi mixte, cum este frecvent cultivat în Banat.
Arborele în sine necesită un climat blând, cu umiditate suficientă, dar nu exagerată. Deși originar dintr-o zonă cu climat mediteranean tipic, castanul comestibil se poate adapta și la alte două tipuri de subclimate, cel de tip submediteranean, precum în Banat, sau de tip temperat, dar moderat, în văile protejate din jurul Băii Mari din Maramureș.
Dacă sunt îndeplinite condițiile de climat, protecție și umiditate, Castanea sativa are o creștere constantă, fiind un arbore productiv ce nu are "ani răi". Este, în schimb, sensibil la primăverile târzii, reci și prea umede, precum și la înghețurile din toamnele prea lungi, ploioase și reci. În condiții de pădure, unde este protejat de arborii din jurul său, poate tolera bine chiar și condiții de umbră moderată.

## Utilizări
Denumirea de castan comestibil se referă desigur la fructele acestui arbore care sunt comestibile, fiind considerate în anumite rețete de preparare (vedeți piure de castane) chiar o delicatesă. Există, desigur, și alte modalități de mâncare a fructelor, dintre care castanele coapte sunt foarte cunoscute.
Castanul comestibil este cultivat în multe zone ale Europei, fiind cunoscut și cultivat încă de pe vremea Romei antice, când a fost introdus treptat în regiuni mai nordice decât arealul său natural. Mai târziu, începând cu Evul Mediu timpuriu, castanul comestibil a început să fie cultivat de călugări în grădinile mânăstirilor. Astăzi, în afara livezilor, exemplare vechi de sute de ani pot fi găsite în întreaga Europă, din Anglia până în România și din Italia până în Germania.
Fructele, care sunt foarte gustoase, sunt utilizate ca ingredient ales de către fabricanții de ciocolată și delicatese, fiind frecvent coapte sau prăjite. Sub forma lor prăjită sunt foarte apreciate în Franța, Italia și, mai ales, în Corsica. Coacerea sau prăjirea se pot face fie integral, fie sub formă granulară, obținându-se un fel de făină, din care se realizează piureul de castane. Există o varietate de mămăligă corsicană (denumită polenta sau pulenta) care folosește ca ingredient de bază făină dulce de castane comestibile.
Lemnul arborelui este frumos și durabil, fiind folosit la confecționarea de mobilă, butoaie, material pentru garduri sau chiar ca material de grinzi pentru acoperișul clădirilor, așa cum ar fi în Alpujarra, Spania. Datorită tendinței lemnului de a crăpa în lung și de a se curba accentuat în timp, folosirea sa la piese mari de lemn este limitată. Coaja arborelui este o sursă importantă de tanin.
| Compoziția fructului, partea comestibilă, la 100 g | Compoziția fructului, partea comestibilă, la 100 g | Compoziția fructului, partea comestibilă, la 100 g | Compoziția fructului, partea comestibilă, la 100 g |
| Substanță                                          | măsură                                             | crud                                               | uscat                                              |
| -------------------------------------------------- | -------------------------------------------------- | -------------------------------------------------- | -------------------------------------------------- |
| Apă                                                | g                                                  | 50-63                                              | 11                                                 |
| Amidon                                             | g                                                  | 23−27                                              | 41,7                                               |
| Zahăr                                              | g                                                  | 3,6–5,8                                            | 16,1                                               |
| Fibră vegetală                                     | g                                                  | 8,2–8,4                                            | 13,8                                               |
| Proteină                                           | g                                                  | 2,5–5,7                                            | 6,0                                                |
| Grăsimi                                            | g                                                  | 1,0–2,2                                            | 3,4                                                |
| Vitamina A                                         | mg                                                 | 12                                                 |                                                    |
| Vitamina B1                                        | mg                                                 | 0,1–0,2                                            | 0,2                                                |
| Vitamina B2                                        | mg                                                 | 0,2–0,3                                            | 0,4                                                |
| Vitamina C                                         | mg                                                 | 6–23                                               |                                                    |
| Niacină                                            | mg                                                 | 1,1                                                | 2,1                                                |
| Potasiu                                            | mg                                                 | 395–707                                            | 738                                                |
| Fosfor                                             | mg                                                 | 70                                                 | 131                                                |
| Magneziu                                           | mg                                                 | 31–65                                              |                                                    |
| Sulf                                               | mg                                                 | 48                                                 | 126                                                |
| Calciu                                             | mg                                                 | 18–38                                              | 56                                                 |

## Galerie de imagini

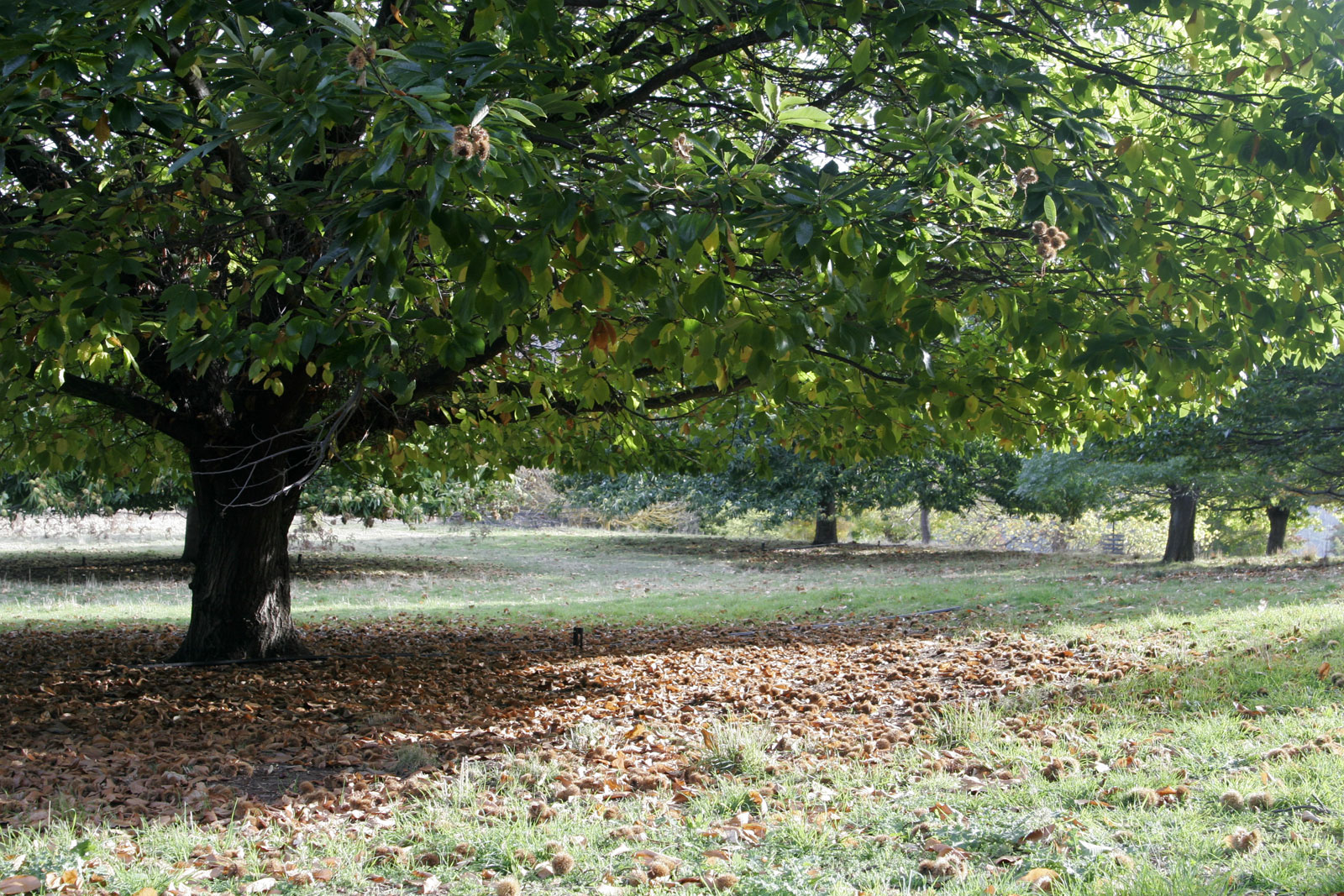
Un exemplar de Castanea sativa într-o livadă.
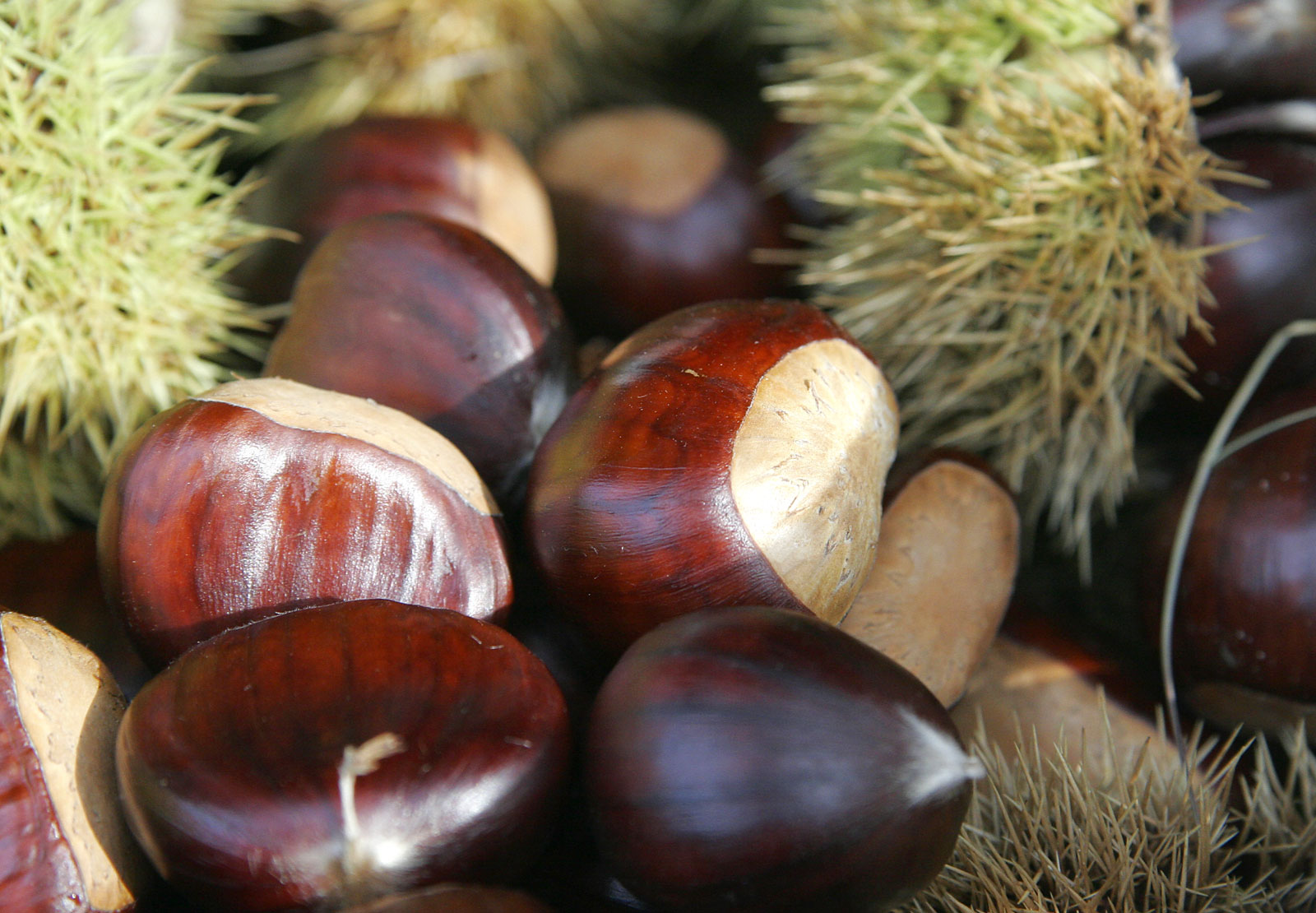
Fructe coapte.
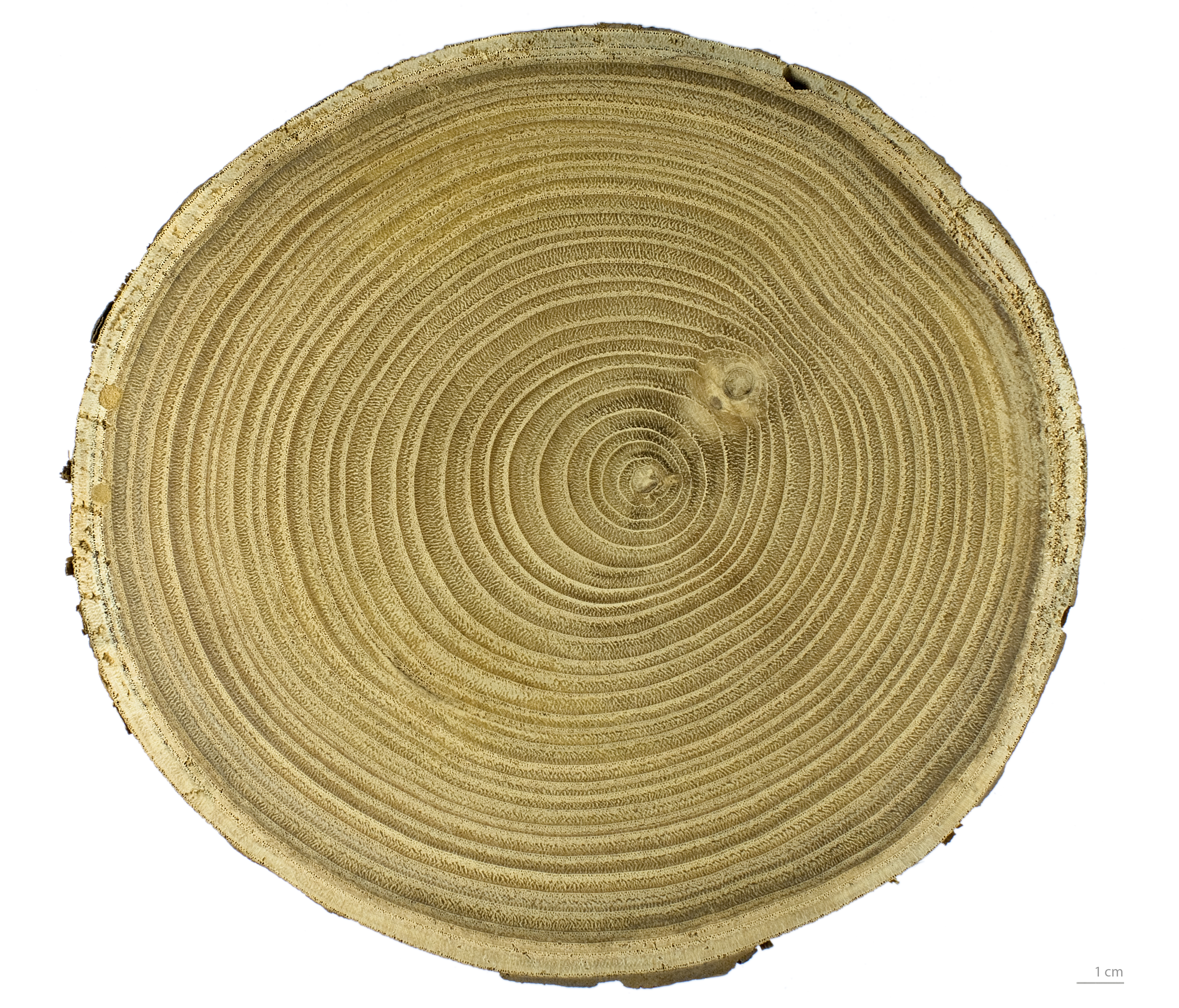
Castanea sativa

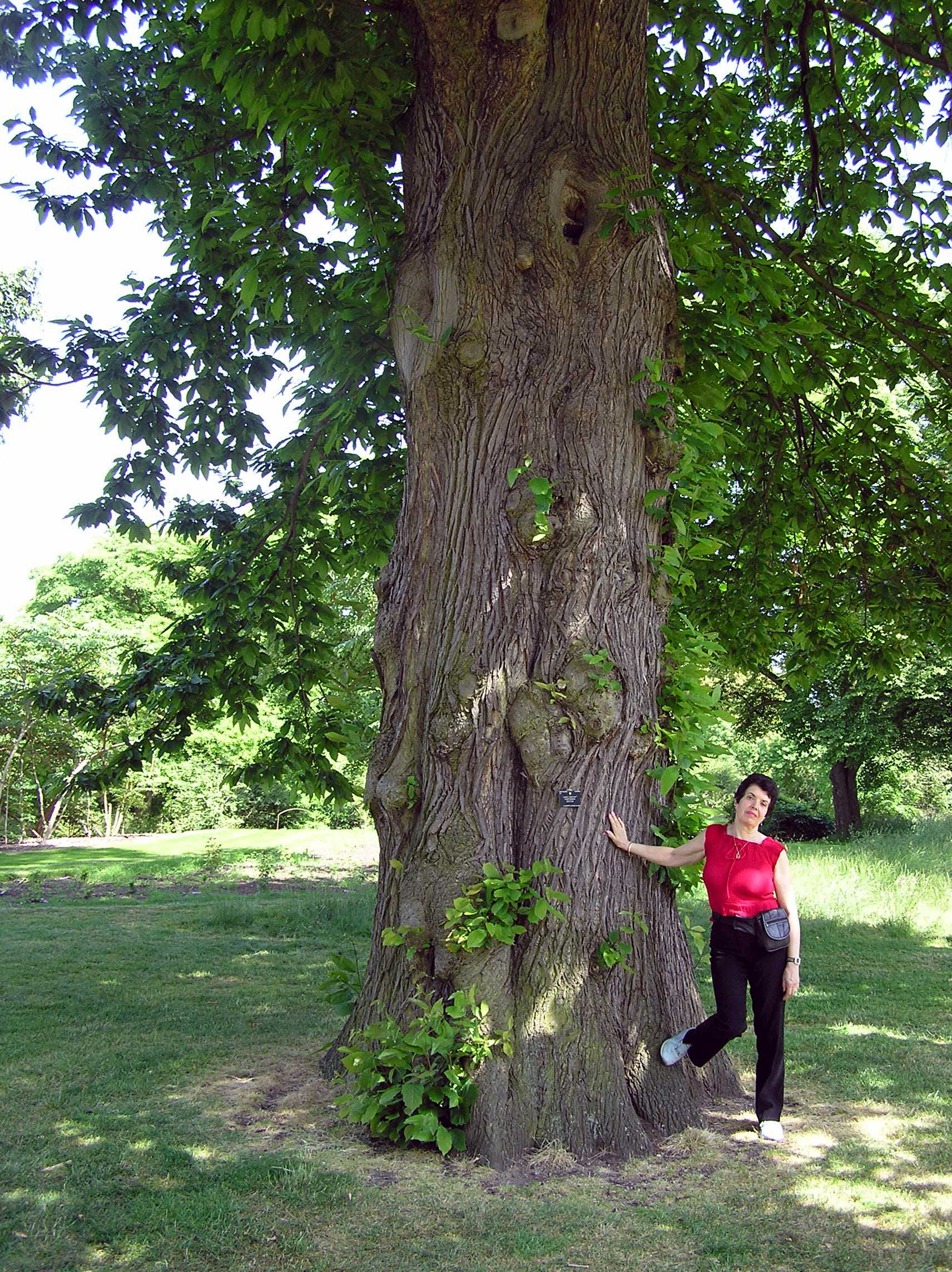
Un exemplar multisecular de castan comestibil aflat în Kew Gardens, Londra
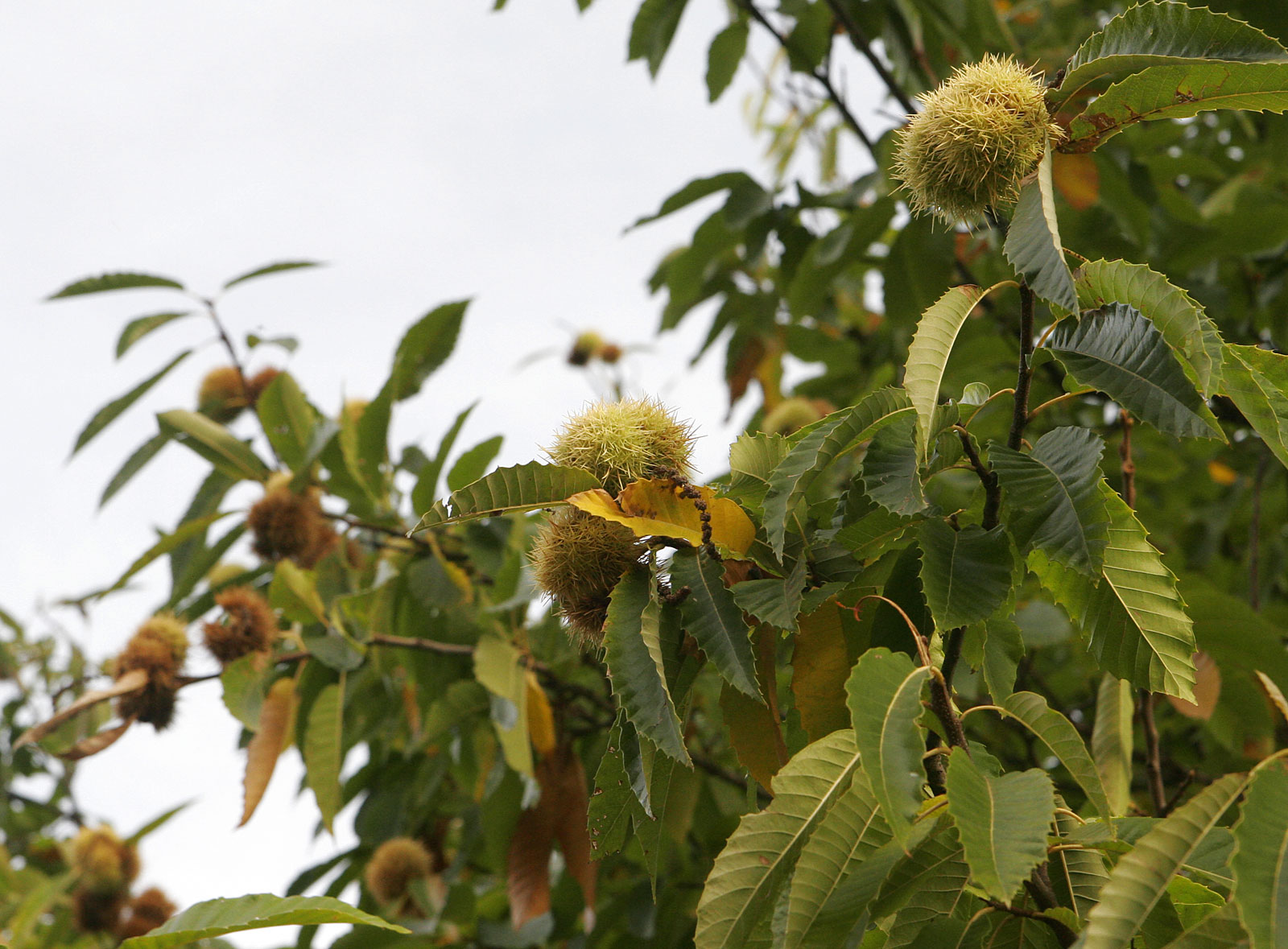
Fructe necoapte, protejate bine de eventualii "curajoşi".
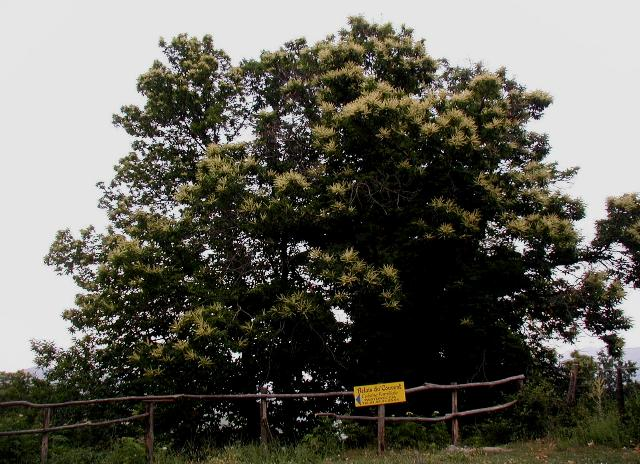
Un exemplar înflorit de Castanea sativa din Corsica.
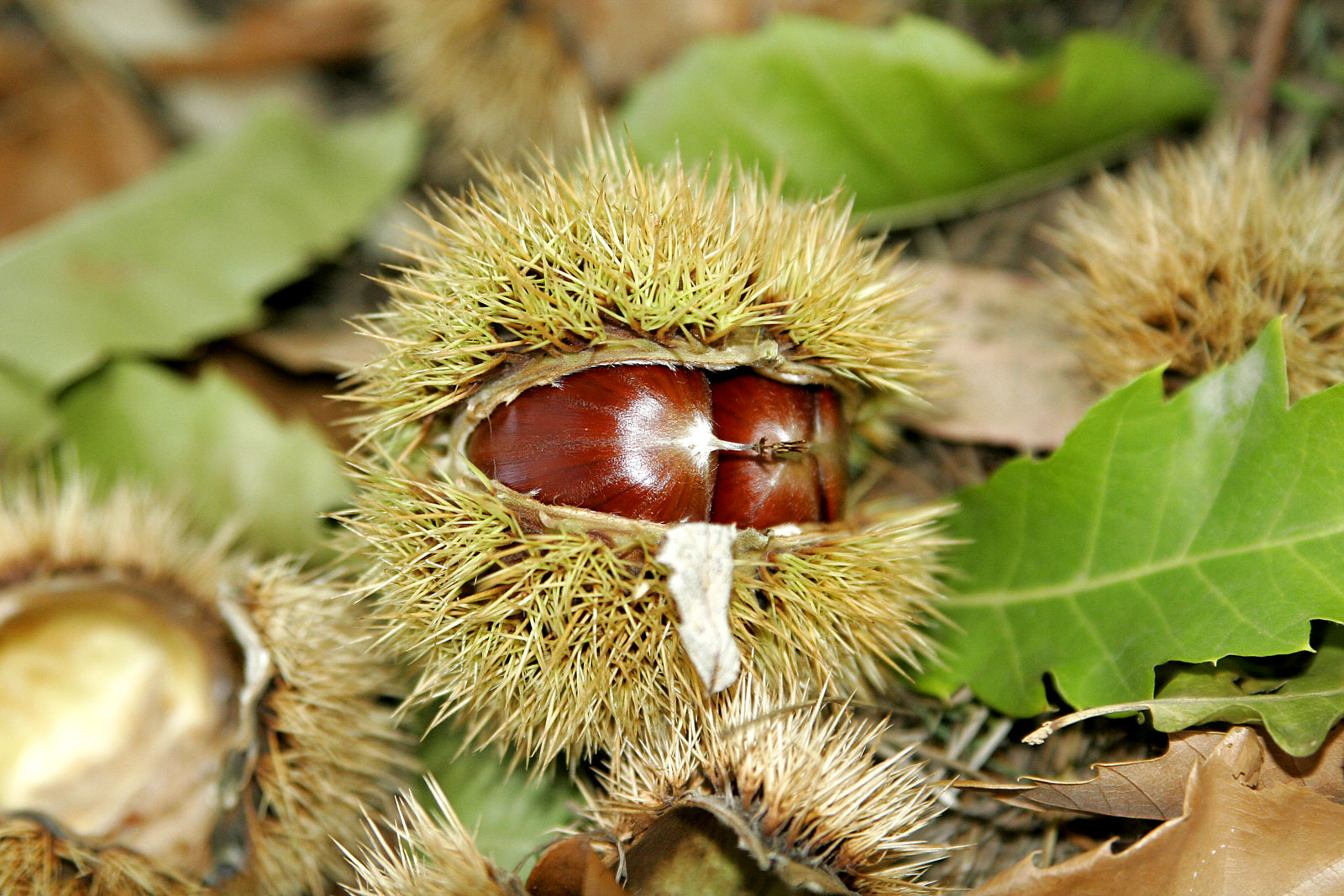
Castană comestibilă căzută.